# Padria
Padria (sardinski: Pàdria) je grad i općina (comune) u pokrajini Sassariju u regiji Sardiniji, Italija. Nalazi se na nadmorskoj visini od 304 metra i ima 633 stanovnika.
 Prostire se na 48,39 km². Gustoća naseljenosti je 13 st/km².
Susjedne općine su: Bosa, Cossoine, Mara, Monteleone Rocca Doria, Montresta, Pozzomaggiore, Romana i Villanova Monteleone.